# Sauris triseriata
Sauris triseriata là một loài bướm đêm trong họ Geometridae.